# Patrick Moore (ekolog)
Patrick Moore (ur. 15 czerwca 1947 na wyspie Vancouver) – kanadyjski ekolog, działacz społeczny i jeden z założycieli organizacji Greenpeace, który w późniejszym czasie stał się znany z krytyki niektórych działań Greenpeace i podważania polityki klimatycznej. Uważa, że od połowy lat 80. ruch ekologiczny porzucił naukę i logikę na rzecz emocji i sensacji.

## Biografia
Otrzymał licencjat z wyróżnieniem z biologii lasu na Uniwersytecie Kolumbii Brytyjskiej, oraz doktorat z ekologii na tej samej uczelni.
Przez dziewięć lat kierował kanadyjskim oddziałem Greenpeace, w czasie gdy stowarzyszenie stało się największą na świecie organizacją działającą na rzecz ochrony środowiska. W tym czasie zasłynął jako rzecznik, prowadząc kampanie przeciwko nuklearnym okrętom wojennym, wielorybnictwu i połowom fok. Po odejściu z Greenpeace i pracy przez pewien czas w rodzinnej firmie zajmującej się hodowlą łososia, prowadził (od 1986) firmę konsultingową i komunikacyjną na temat środowiska i zrównoważonego rozwoju. Od tego czasu stał się głośnym krytykiem niektórych działań Greenpeace.
W latach 1990-1994 był członkiem powołanego przez rząd Kolumbii Brytyjskiej Okrągłego Stołu ds. Środowiska i Gospodarki. Przez cztery lata pełnił funkcję wiceprezesa ds. środowiska w firmie Waterfurnace International, która jest producentem geotermalnych pomp ciepła do ogrzewania i chłodzenia budynków mieszkalnych za pomocą odnawialnej energii z ziemi. Pełnił również funkcję wiceprezesa ds. przemysłu i spraw rządowych w NextEnergy Geothermal, największym dystrybutorze systemów geotermalnych w Kanadzie.
W 2010 roku dr Moore opublikował „Green Spirit – Trees are the Answer”, fotoksiążkę na temat leśnictwa i środowiska, która zapewnia nowy wgląd w to, jak działają lasy i jaką odgrywają rolę w rozwiązywaniu wielu obecnych problemów środowiskowych. W 2013 roku opublikował „Confessions of a Greenpeace Dropout – The Making of a Sensible Environmentalist”, która dokumentuje jego 15 lat pracy w Greenpeace i przedstawia jego wizję zrównoważonej przyszłości.
W latach 2000-2012 pełnił funkcję przewodniczącego i głównego naukowca w Greenspirit Strategies, firmie konsultingowej zajmującej się polityką środowiskową i komunikacją w leśnictwie, rolnictwie, rybołówstwie i akwakulturze, górnictwie, różnorodności biologicznej, energii i zmianach klimatycznych.
W latach 2006-2012 był współprzewodniczącym Koalicji na rzecz Czystej i Bezpiecznej Energii, amerykańskiej misji wspierającej budowanie poparcia społecznego dla większej liczby elektrowni jądrowych dostarczających energię elektryczną.

## Poglądy
W 2014 roku trafił na pierwsze strony gazet, gdy przed komisją senacką kwestionował scenariusz zagłady forsowany przez ruch ekologiczny. Przedstawił zmiany klimatu w ciągu ostatniego stulecia jako „niewielkie ocieplenie” i twierdził, że „nie ma naukowych dowodów na to, że człowiek jest dominującą przyczyną emisji dwutlenku węgla”. W rezultacie znalazł się pod ostrzałem liberałów za „negowanie klimatu”. Uważa, że globalne ocieplenie może być korzystne, ponieważ dwutlenek węgla jest „budulcem życia”.
Opuścił Greenpeace gdyż jak twierdzi organizacja zaczęła charakteryzować ludzi jako „wrogów Ziemi” i „raka na planecie”. Został nazwany lobbystą na rzecz przemysłu energii jądrowej.
W kwietniu 2020 roku Moore stwierdził, że „modele komputerowe dotyczące pandemii koronawirusa są mniej więcej tak dokładne, jak modele komputerowe, które tak żałośnie zawiodły w przypadku globalnego ocieplenia”. Dowodzi to, „że nie można przewidzieć chaotycznej, wieloczynnikowej, nieliniowej przyszłości”.
Uważa, że akwakultura, w tym hodowla łososia, będzie w przyszłości jednym z najważniejszych źródeł zdrowej żywności, z powodu uszczuplonych zasobów dzikich ryb.